# پاریه
پاریه (به ایتالیایی: Parè) یک منطقهٔ مسکونی در ایتالیا است که در استان کومو واقع شده‌است. پاریه ۲٫۲ کیلومتر مربع مساحت و ۱٬۷۸۴ نفر جمعیت دارد.